# Ibzán

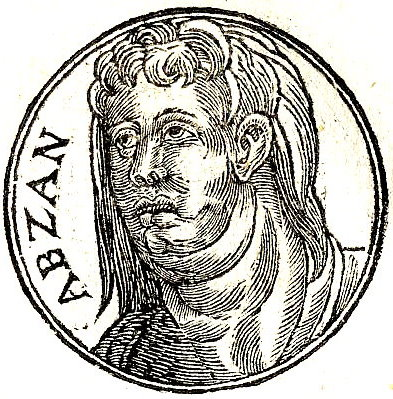

Ibzán fue un Juez de Israel, sucesor de Jefté.
Ibzán llegó a ser padre de 30 hijos y 30 hijas, proporcionando además 30 esposas a sus vástagos varones.
Falleció luego de ejercer como jefe de la nación por siete años, y fue sepultado en su ciudad natal: Belén (probablemente se trate de Belén de Zabulón).(Jue 12:7-10; Jos 19:10, 14, 15).
La Iglesia católica conmemora su festividad el 1 de septiembre.